# كيفن جونسون
كيفن جونسون (بالإنجليزية: Kevin Johnson)‏ مواليد 4 مارس 1966 في ساكرامنتو، الولايات المتحدة، هو لاعب كرة سلة أمريكي سابق مثل منتخب بلاده في بطولة العالم.

## الميداليات
| الميدالية | المسابقة                         |
| --------- | -------------------------------- |
| ذهبية     | بطولة كأس العالم لكرة السلة 1994 |

## روابط خارجية
- كيفن جونسون على موقع IMDb (الإنجليزية)
- كيفن جونسون على موقع إن إن دي بي (الإنجليزية)
- كيفن جونسون على موقع قاعدة بيانات الفيلم (الإنجليزية)
- كيفن جونسون على موقع الاتحاد الدولي لكرة السلة (الإنجليزية)
- كيفن جونسون على موقع إن بي أي (الإنجليزية)
- كيفن جونسون على موقع سبورتس رفرنس (الإنجليزية)
- كيفن جونسون على موقع كرة السلة الأوروبية.كوم (الإنجليزية)
- كيفن جونسون على موقع كلية كرة السلة في سبورتس رفرنس.كوم (الإنجليزية)
- كيفن جونسون على موقع ريلجم (الإنجليزية)
- كيفن جونسون على موقع بروبوليرز (الإنجليزية)